# Ice (personaggio)
Ice, il cui vero nome è Tora Olafsdotter, è un personaggio dei fumetti pubblicati dalla DC Comics, creata da Keith Giffen e J. M. DeMatteis (testi) e da Kevin Maguire (disegni). È una supereroina che ha esordito in Justice League International n. 12 (aprile 1988).
In italiano il suo nome è stato tradotto anche come "Ghiaccio".

## Biografia
Tora Olafsdotter è la figlia del re della Gente dei Ghiacci, una magica e leggendaria popolazione scandinava. Rod Schoendienst, uno scienziato norvegese, venne ingaggiato dal suo governo per rintracciare degli individui dai poteri paranormali che avrebbe permesso loro di avere un rappresentante del gruppo internazionale di pace noto come Global Guardians. Spinta dalla voglia di vedere il mondo al di fuori del suo reame magico, Tora accettò l'offerta di Rod e, con il nome in codice di Ice Maiden, si unì ai Guardians.
Lì conobbe Beatriz DaCosta, un'esuberante brasiliana dalla personalità esattamente opposta alla sua, che la convinse a seguirla a New York per unirsi alla Justice League International.
Una retcon successiva ha spiegato che in realtà Tora è una metaumana il cui nonno era a capo di un sindacato criminale. Per evitare che la figlia subisse l'influenza del nonno, il padre di Tora scapperà con lei, ma durante la fuga la bambina risveglierà i suoi poteri e ucciderà sia il padre che il nonno.
Dapprima respinte, le due ragazze mostrarono il loro valore durante una missione in cui la League si trovò a corto di personale.
Tora, ora nota col solo nome di Ice, divenne un fiero membro della squadra e un'abile combattente, doti in totale contrasto con la sua vera personalità, quella di una pudica e ingenua ragazza. Nonostante gli sforzi di Beatriz, Tora non riuscì a scrollarsi di dosso la sua innata ingenuità, ed è sempre molto scossa nello scoprire le differenze tra il mondo reale e il reame incantato in cui crebbe.
Nella League Tora conobbe il suo primo fidanzato, Guy Gardner: quando i due si conobbero Guy, al seguito di un k.o. inflittogli da Batman, presentò una personalità dolce, timida e affettuosa; i due rimasero comunque insieme anche quando Guy "riacquistò" la sua vera personalità di insopportabile testa calda.
Tora assistette al massacro della Lega e all'omicidio di Superman per mano di Doomsday. Tora fu in seguito uccisa dal criminale noto come Overmaster. Tora verrà poi resuscitata da un gruppo russo sovversivo, che voleva riportare in vita "la Dea", ed usarla come arma di distruzione di massa. Durante l'evento La notte più profonda, Ice verrà riportata in vita sotto forma di zombie e arriverà ad attaccare i suoi amici.
Dopo essere tornata in vita ed aver ottenuto i ricordi del suo vero passato, oltre ad ottenere il potere di mutare il suo corpo in ghiaccio organico, si riunirà al suo gruppo di amici, per lottare contro il controllore di menti Maxwell Lord.

## Poteri e abilità
Come suggerisce il suo nome, Ice può emettere ghiaccio e neve, tanto da bloccare i nemici o creare piattaforme o muri.
I suoi poteri sono stati aumentati di molto consentendogli di creare grandi quantità di neve, grandi costrutti di ghiaccio e creare enormi bufere di neve ad area.

## Altre versioni
Nell'universo AmalgamIce è stata fusa con il personaggio Marvel Comics Uomo Ghiaccio dando vita alla supereroina Iceberg, membro del team di "metamutanti" JLX.